# Clima steppico

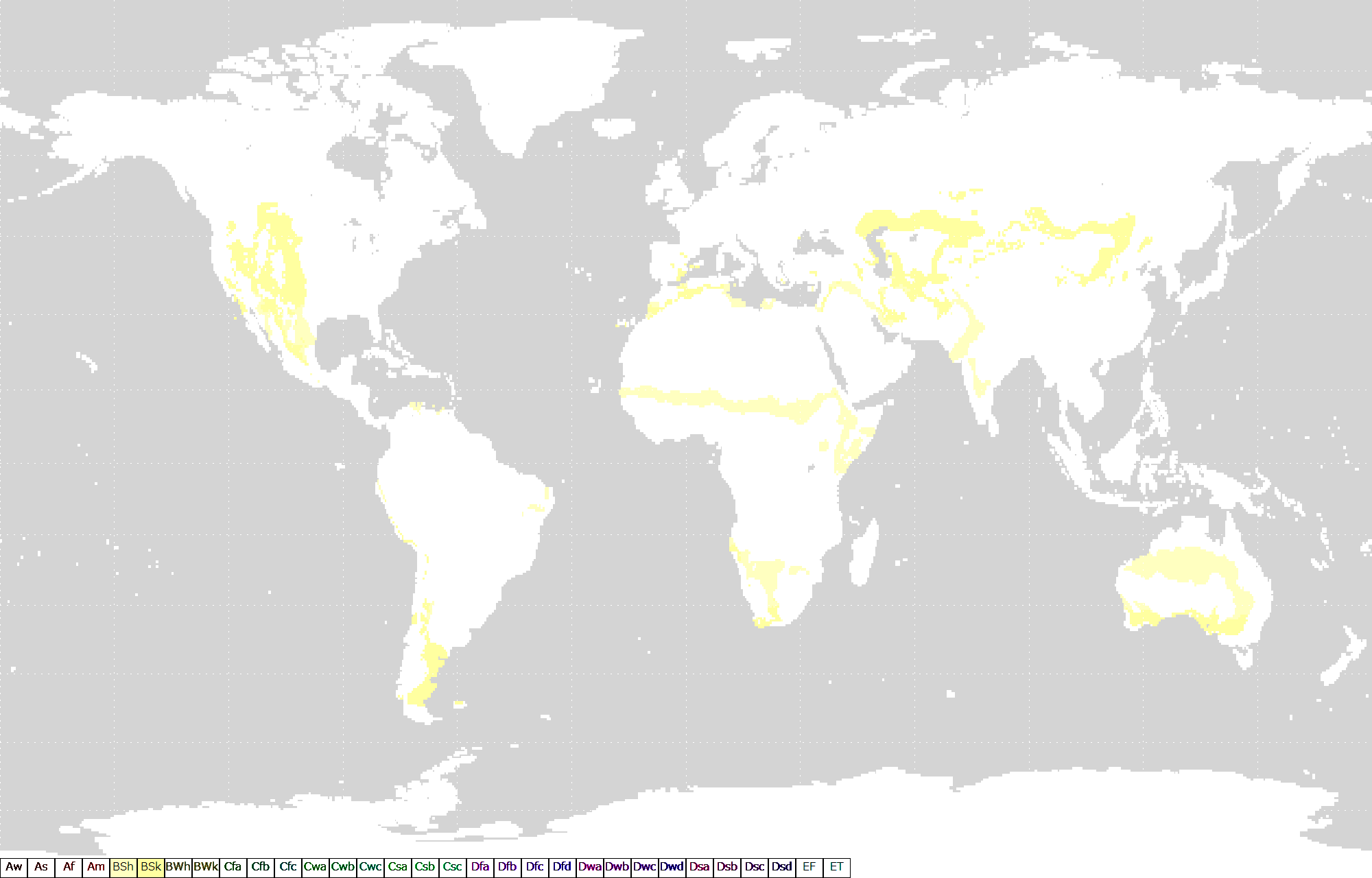
Zone della Terra caratterizzate dal clima steppico

Il clima steppico è un clima arido indicato con la sigla BS nella classificazione dei climi di Köppen. Si caratterizza nel suo complesso per evapotraspirazione superiore alla quantità di precipitazioni che, nel complesso, risultano piuttosto scarse.

## Descrizione
Rispetto al clima desertico risulta minore l'incidenza della temperatura (mese più freddo con temperatura media sempre inferiore a 18 °C), mentre si verifica un regime pluviometrico maggiore.

Clima Italia

Il clima comprende le steppe calde (clima semi-arido caldo BSh), con temperatura media annua uguale o superiore a 18 °C, e le steppe fredde (clima semi-arido freddo BSk), con temperatura media annua inferiore a 18 °C. Nel complesso le aree caratterizzate da questo tipo di clima si ritrovano nelle zone interne dell'Andalusia, della Turchia, nella pusta tra l'Ungheria sud-orientale e la Voivodina, in alcune zone del Medio Oriente, dell'Iran, del Colorado e del Cile. Il più importante esempio di zona con questo clima in tutto il mondo resta comunque la Steppa eurasiatica. Un'altra zona molto estesa con questo clima è il Sahel. Elementi transitori del clima BSk possono essere riscontrati anche nella Sicilia centrale, nella zona della Maremma grossetana, e dal litorale molisano alla Puglia. .
Il limite climatico tra steppa e deserto e tra steppa e zone umide può essere calcolato attraverso una serie di formule matematiche che mettono in correlazione le precipitazioni con le temperature.